# 邓伟 (摄像师)
邓伟（1959年4月13日—2013年2月3日），北京人，中国摄影家，清华大学教授、博士生导师。英国皇家摄影学会荣誉高级会士Hon FRPS。他拍摄的中国人文化人影录和环球拍摄世界名人肖像专题最为著名，多幅作品被中外数家国家美术馆、博物馆、图书馆收藏。

## 生平
邓伟出生于北京一个知识份子家庭，其祖父邓雪岑，是民国时期著名中医。父亲邓郁文，是教育家、文化学者。邓伟童年时代受到父亲影响，喜爱绘画。在青少年时代师从于中央美术学院教授、画家李可染学习中国绘画，同时师从北京大学教授、著名美学家朱光潜先生学习西方美学理论。1978年，邓伟考入北京电影学院摄影系，于1982以全优成绩毕业留校任教。
1978年－1986年，邓伟拍摄完成中国第一部名人肖像摄影集 《中国文化人影录》，该丛书由香港三联出版社出版。该项事业被海内外誉为“为中国完成了一项文化工程”。填补了中国名人肖像摄影学科的空白，为名人肖像摄影学科在中国的建立与发展作出了开拓性的贡献。
1982年，任教北京电影学院摄影系，担任“摄影构图”、“人像摄影”等课程教学及摄影理论研究，出版著作有《瞬间造型》、《摄影造型法则》。
1984年，拍摄电影作品《青春祭》，获1986年法国赛特国际电影节评委特别奖，获1987年第六届香港电影节“金像”奖。
1990年－2000年独立完成环球世界名人拍摄，足迹遍及五大洲。以独特的视角刻画出百余幅世界杰出人物的肖像作品，笔记百万余字，被誉为“人类摄影史上的创举”。同时在国内外大学讲学，传播、倡导“文化摄影学”理念。
2007年获英国摄影最高荣誉“英国皇家摄影学会荣誉高级会士衔（Hon.FRPS）” 。英国皇家摄影学会[Royal Photographic Society of Great Britain]是世界上最早的摄影组织，是全球最有影响力的摄影组织之一。“英国皇家摄影学会荣誉高级会士衔”旨在授予在摄影科学或摄影艺术方面取得卓越成就的摄影家。评委会给予邓伟高度评价：“邓伟不仅是一位世界顶级的肖像摄影家，他还是十几本专著的作者，一个在摄影领域挥洒着无尽激情的大师。我们非常高兴英国皇家摄影学会能够授予这位杰出的摄影家最高荣誉。”
2008年起擔任清华大学教授，从事摄影创作及教学，关注中国摄影的发展，并与西方当代摄影进行比较研究，其成果应用于教学领域。
2009年获希腊“索菲奖”。。“索菲”在古希腊语中意为智慧，此奖项旨在表彰以自己特有的专业才能，运用来自不同文明背景的智慧，为人类幸福做出贡献的杰出人士。获得这个荣誉头衔的人当中有德国文学家歌德，于1793年被授予此头衔。本次大会评奖委员会由希腊雅典大学、雅典科学院、欧盟智者联合会以及剑桥大学的教授专家组成。评委会给邓伟教授的授奖辞是：“评奖组委会一致同意将‘索菲’奖授予邓伟教授，旨在表彰他以杰出的才能、思想和行动，为使人类向着更为人性的价值、理念和原则——希腊精神而做出的贡献。”2009年在希腊著名的文化胜地德尔斐授予邓伟教授“索菲”奖(Wisdom Award)是接受此奖项的第一个中国人，与邓伟一同获奖的还有法国总统萨科齐、2000年诺贝尔物理学奖获得者泽罗斯·阿尔费罗夫。

## 个人展览
- 2001年《邓伟眼中的世界名人摄影展》中国美术馆[14][15][16][17]
- 2001年《柯达邓伟看世界摄影展》中国国际展览中心[18][19][20]
- 2002年《邓伟摄影精品展》中国李可染旧居展览馆[21]
- 2003年《邓伟摄影艺术深圳展》，何香凝美术馆[22]
- 2004年《和平肖像》美国纽约联合国总部[23][24][25]
- 2005年《邓伟摄影艺术展》美国亚特兰大展[24]
- 2006年《Wind from China》（风从中国来），英国皇家摄影学会[26][27]
- 2007年《追逐太阳的光影——邓伟捐赠摄影艺术作品展》，中国美术馆[28][29][30][31][32] 20世纪中国美术馆收藏和奖励专项计划，旨在收藏20世纪美术活动和创作中取得突出成就艺术家作品的国家文化项目。本次收藏是中国美术馆首次收藏一位摄影家的100幅作品。
- 2008年《爱琴海的太阳》首都博物馆由国际奥组委与希腊国家文化部、旅游部联合主办的奥运主题《爱琴海的太阳》邓伟摄影展，于北京奥运会期间在首都博物馆展出。出版发行同名画册。[33]
- 2009年《北京人》首都博物馆[34] 为庆祝建国60周年重点项目《城市记忆—北京人》摄影创作。在国庆期间展览，出版发行同名画册。
- 2010年《中国人》2010年上海世博会[35] 由中共中央宣传部、中央精神文明办指导，中国文联主办的《中国人》邓伟摄影展，在2010上海世博会上展出。出版发行同名画册。

## 出版著作
- 《中国文化人影录》，香港三联出版社，1986年，INSB 962·04·0504·8[5]
- 《摄影造型法则》，中国摄影函授学院，1986
- 《瞬间造型》，浙江摄影出版社，1991年，1992年，1998年，INSB: 7-80536-120-7/J·60
- 《邓伟日记》，江西美术出版社，1999年，ISBN 7-80580-611-X[36]
- 《邓伟眼中的世界名人》，江西美术出版社，2000年，ISBN 7-80580-610-1[37]
- 《邓伟看世界》，浙江摄影出版社，2001年，ISBN 7-80536-859-7[38]
- 《邓伟摄影艺术精品》，重庆出版社，2003年，ISBN 9787536661684
- 《邓伟摄影作品选》，重庆出版社，2003年，ISBN 7-536-6167-3
- 《八年》第一卷 ——一个感动世界的当代传奇，中国旅游出版社，2004年[39][40][41][42]
- 《八年》第二卷—— 0.45米触摸世界名人的心灵（上），中国旅游出版社，2004年，INSB 7-5032-2272-7/J·76
- 《八年》第三卷——0.45米触摸世界名人的心灵（下），中国旅游出版社，2004年，INSB 7-5032-2273-5/J·77
- 《DENG WEI AND FIFTY FACES》 ，五洲传播出版社，2004年，ISBN 7-5085-0650-2[24]
- 《WIND FROM CHINA》，2006年，英国皇家摄影学会[43]
- 《邓伟文集－门轻轻的敲》，中国摄影出版社，2007年，ISBN 978-7-80236-092-1[44]
- 《中国美术馆藏邓伟捐赠作品集》，人民教育出版社，2007年，ISBN 978-7-107-20375-6[45]
- 《学画记》，山东画报出版社，2008年，ISBN 9787807135937[46]
- 《爱琴海的太阳》，中国文联出版社，2008年，ISBN 978-7-5059-5975-0
- 《追逐太阳的光影》，天津杨柳青画社，2009年，ISBN 9787807383611
- 《北京人》，北京出版集团公司北京出版社，2009年，ISBN 978-7-200-07950-0
- 《中国人》，五洲传播出版社，2010年，ISBN 987-7-5085-2002-5

## 荣誉与获奖
- 1984年，拍摄电影作品《青春祭》，获1986年法国赛特国际电影节评委特别奖，获1987年第六届香港电影节“金像”奖。[6]
- 2004年，获中国摄影最高奖“金像奖”。[47]
- 2006年，纪念中国摄影家协会成立50年，获“突出贡献摄影工作者”称号。[48]
- 2007年，获英国摄影最高荣誉“英国皇家摄影学会荣誉高级会士衔（Hon.FRPS）”
- 2009年，获希腊“索菲奖”。[11]
- 2010年，获影像亚洲PPA国际摄影杰出贡献奖[49]
- 2010年，获北京电影学院60年优秀毕业生奖[50]
- 2011年，获希腊雅典大学荣誉博士学位[51]

## 肖像摄影作品
爱德华·希思，伊丽莎白·弗林克，多丽丝·莱辛，兹比格涅夫·布热津斯基，约翰·福尔斯，默尔·帕克夫人，乔治·沃克·布什，杰拉尔德·福特，亨利·阿尔弗雷德·基辛格，米尔顿·弗里德曼，佩尔韦兹·穆沙拉夫，伊扎克·拉宾，威拉德·冯·奥曼·奎因，利维·阿纳森，德斯蒙德·图图，詹姆士·怀特·布拉克爵士，罗纳德·威尔逊·里根，克里斯多·克劳德，瓦尔特·谢尔，玛丽·罗宾逊，西里尔·诺斯古德·帕金森，利昂·N·库珀，罗伯特·查理·文丘里，潘受，汤姆·斯托帕德爵士，安东尼·休伊什，尤瑟夫·卡希，李光耀，艾德蒙·珀西瓦尔·希拉里爵士，威廉·杰拉尔罗德·戈尔丁爵士，巴鲁克·塞缪尔·布隆伯格，迈因扎·乔纳，维格迪丝·芬博阿多蒂尔，伊利亚·普里高津，约翰·罗伯特·范恩爵士，戴维·罗素·朗伊，乔治·夏帕克，阿兰·比内梅，弗雷德里克·桑格，温迪·泰勒，吉利恩·艾斯，让·路易·屈尔蒂斯，约翰·福尔斯，彼得·马克斯韦尔·戴维斯爵士，艾伦·阿克伯恩爵士，乔治·普拉特·舒尔茨，陈省身，皮埃尔·维尔纳，玛丽·官，伦纳德·詹姆斯·卡拉汉男爵，阿尔帕德·根茨，瓦茨拉夫·哈维尔，尤瑟夫·卡希，威廉·杰拉尔罗德·戈尔丁爵士，汤姆·斯托帕德爵士，史蒂芬·杰伊·古尔德，让-吕克·德阿纳，让·克洛德·容克，罗伯特·詹姆斯·李·霍克，赫尔穆特·施密特，曼弗雷德·艾根，杰拉尔德·鲁道夫·福特，弗雷德里克·桑格，爱德华·弗兰克林·阿尔比，马丁·布赖恩·马尔罗尼，弗雷德里克·雅各布·泰塔斯·齐卢巴，詹姆斯·厄尔·卡特，哈伊姆·赫尔佐克，约翰·马尔科姆·弗雷泽，阿雷克斯·法西亚诺斯，那塔利亚·玛拉，玛利亚·科赫，伊瑞妮·帕帕，马克·吕布，保罗·安德鲁，丹尼尔·布罕，伊琳娜·博科娃，吕克·蒙塔尼耶，让·雷诺，多米尼克·德维尔潘，皮埃尔-亨利，约翰·伯格，彭定康。
梁漱溟，叶圣陶，俞平伯，钱锺书，费孝通，郭绍虞，聂甘弩，宗白华，朱光潜，王朝闻，冯友兰，季羡林，艾青，沈从文，曹禺，肖军，王力，萧乾，巴金，姚雪垠，冰心，杨绛，丁玲，俞振飞，李可染，刘开渠，关山月，王个簃，吴作人，吴冠中，叶浅予，蒋兆和，颜文梁，吴印咸，茅盾，赵朴初，启功，关良，黎雄才，程十发，石鲁，张仃，朱纪瞻，吕叔湘，夏衍，周扬，钱松喦
李苦禅，黄胄，溥杰，启功，费新我，陆俨少，沙孟海，秦牧，容庚，成方吾，杨宪益，周汝昌，陈岱孙，金岳霖，侯外庐，侯仁之，邓广铭，卞之琳，贝聿铭，赵无极，阿来，欧阳中石，袁隆平，杨振宁，李政道，李远哲，吴良镛，张朝阳，成龙，濮存昕，钟南山，杨利伟，姚明等等。